# Lisa Livane
 (septembre 2022).
Si vous disposez d'ouvrages ou d'articles de référence ou si vous connaissez des sites web de qualité traitant du thème abordé ici, merci de compléter l'article en donnant les références utiles à sa vérifiabilité et en les liant à la section « Notes et références ».
Lisa Livane est une comédienne française.

## Biographie
À la télévision, Lisa Livane a joué en 2005 dans Jusqu'au bout de Maurice Failevic (FIPA d'argent 2005). Au cinéma, on l'a vue dans Comme elle respire de Pierre Salvadori. Elle a également tourné dans plusieurs films de Jean-Pierre Mocky, dont Une nuit à l'assemblée nationale et Le Miraculé, ou encore dans Le Partage de minuit de Claude Chabrol.
En 2006, elle a participé au premier court métrage de Sylvain Montagnac La Couleur, sélectionné pour le festival du film indépendant de Barcelone, et, en 2008, a joué dans À nos âges, coréalisé par Steve Catieau et Pascale Zimman.
En 2008, elle a posé pour le photographe Laurent Pernot.
Lisa Livane a joué sur scène dans Les Veufs de Louis Calaferte, et dans Sodome et Virginie de Daniel Prévost. Puis elle a été Madame Smith au théâtre de la Huchette, à Paris, dans La Cantatrice chauve d'Eugène Ionesco, mise en scène par Nicolas Bataille.

## Filmographie non exhaustive
- 1972 : François Gaillard ou la vie des autres de Jacques Ertaud, épisode : Madeleine
- 1973 : Dany la ravageuse de Willy Rozier : Sébastien
- 1973 : Les grands sentiments font les bons gueuletons de Michel Berny
- 1974 : L'Ombre d'une chance de Jean-Pierre Mocky : Madame Rombert
- 1974 : Un linceul n'a pas de poches de Jean-Pierre Mocky : Anne-Marie Minecci
- 1975 : La Papesse de Mario Mercier : Aline
- 1977 : L'Exercice du pouvoir de Philippe Galland
- 1978 : L'Équipage d'André Michel : Héloïse
- 1978 : Vas-y maman de Nicole de Buron
- 1978 : Judith Therpauve de Patrice Chéreau
- 1978 : Médecins de nuit de Peter Kassovitz, épisode : Hélène (série)
- 1979 : Histoires de voyous : Les Marloupins de Michel Berny
- 1979 : Le Piège à cons de Jean-Pierre Mocky : Aurélie
- 1980 : Petit déjeuner compris - feuilleton en 6 épisodes de 52 minutes - de Michel Berny : Une jeune femme
- 1984 : Les Enquêtes du commissaire Maigret, épisode : L'Ami d'enfance de Maigret de Stéphane Bertin
- 1984 : À mort l'arbitre de Jean-Pierre Mocky
- 1985 : Le Pactole de Jean-Pierre Mocky : La snob
- 1986 : Inspecteur Lavardin de Claude Chabrol
- 1987 : Le Miraculé de Jean-Pierre Mocky : La dame violette
- 1988 : Une nuit à l'Assemblée nationale de Jean-Pierre Mocky ; La comtesse royaliste
- 1998 : … Comme elle respire de Pierre Salvadori : La cousine de Madeleine
- 2015 : Sous X de Jean-Michel Correia : La mère
- 2018 : Tous les dieux du ciel de Quarxx
- 2021 : Une nuit de chien (court métrage)[1],[2] de Théo Rageunback[3]

## Théâtre
- 1971 : Crime et Châtiment de Fiodor Dostoïevski, mise en scène Robert Hossein, Reims
- 1975 : Crime et Châtiment de Fiodor Dostoïevski, mise en scène Robert Hossein, Théâtre de Paris
- 1989 : Les Filles de la voix de Jean-Jacques Varoujean, mise en scène Françoise Seigner, Théâtre des Célestins
- 1991 : Loire de André Obey, mise en scène Jean-Paul Lucet, Théâtre des Célestins